# Wildenstein
Wildenstein là một xã trong tỉnh Haut-Rhin, vùng Grand Est ở đông bắc Pháp. Xã này có diện tích 9,86 kilômét vuông, dân số năm 1999 là 202 người. Khu vực này có độ cao 580 mét trên mực nước biển.